# Isola di Bruce
L'isola di Bruce (in russo Остров Брюса, ostrov Brjusa) è un'isola russa che fa parte dell'arcipelago della Terra di Francesco Giuseppe, nell'Oceano Artico. Amministrativamente fa parte dell'oblast' di Arcangelo. È disabitata. 
L'isola è stata così chiamata in onore di Henry Bruce, presidente della Royal Geographical Society dal 1881.

## Geografia
L'isola di Bruce si trova nella parte occidentale dell'arcipelago; ha una superficie di 191 km², il suo punto più alto raggiunge i 301 metri. Fatta eccezione per una piccola regione della costa occidentale, l'isola è completamente ricoperta di ghiaccio. A sud-est, separata dal canale di Myers, si trova l'isola di Northbrook; a nord-ovest, al di là del canale di Nightingale, si trova la Terra del Principe Giorgio, l'isola più grande dell'arcipelago.
L'estrema punta occidentale dell'isola si chiama capo Storoževa, all'estremo sud c'è capo Erminii Ždanko, a est capo Pinegina.

## Isole adiacenti
- Isola di Bell (Остров Белл, ostrov Bell), a sud-ovest, al di là dell'isola di Mabel.
- Isola di Mabel (Остров Мейбел, ostrov Mejbel), 4 km a sud-ovest.
- Isola di Tom (Остров Тома, ostrov Toma), piccola isola a est.
- Isola di Windward (Остров Уиндворд, ostrov Uindvord), 1,5 km a sud-est